# Strażnica WOP Rąpice

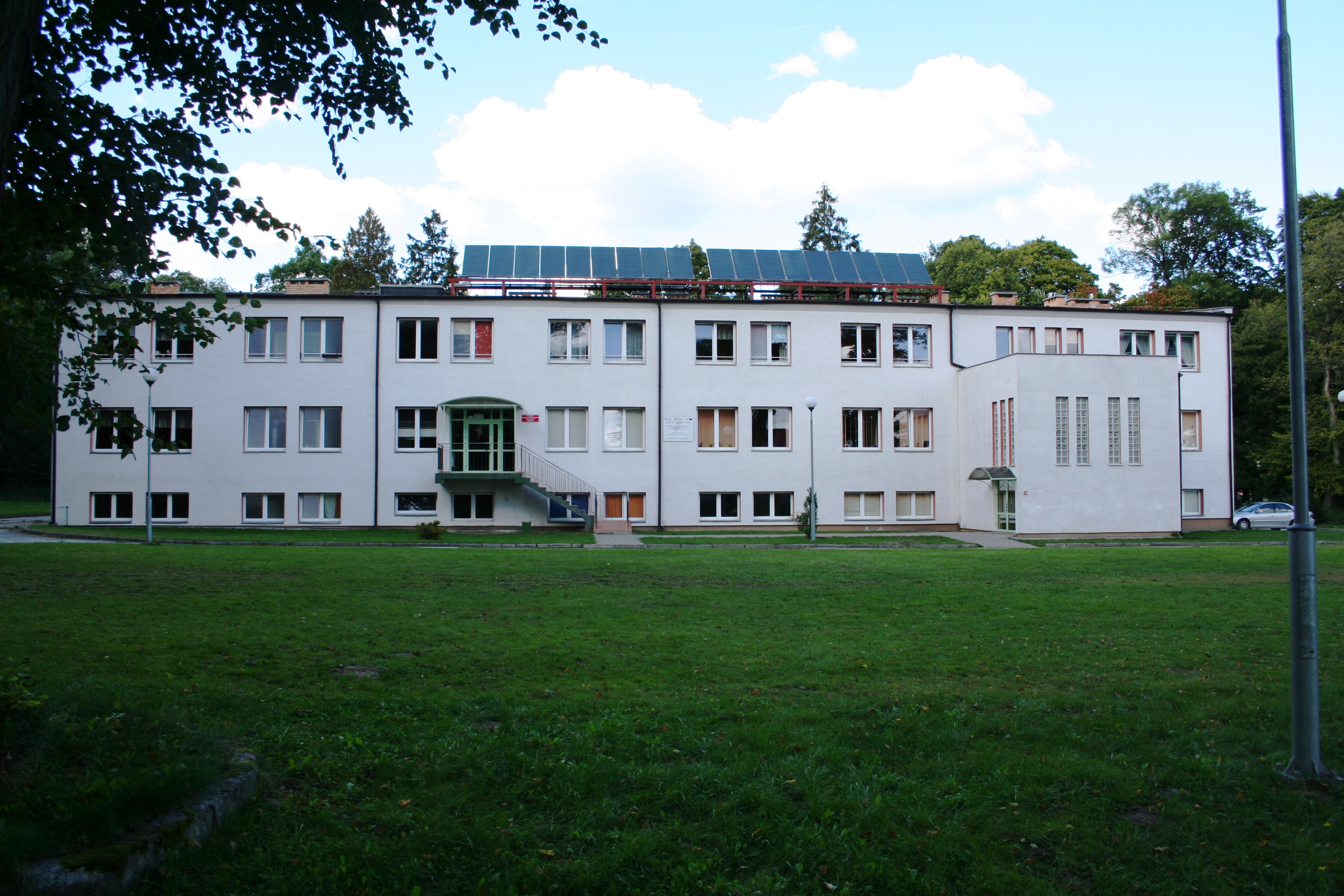
Strażnica SG w Cybince

Strażnica WOP Rąpice – podstawowy pododdział graniczny Wojsk Ochrony Pogranicza pełniący służbę ochronną na granicy polsko-niemieckiej.
Strażnica SG w Rąpicach/w Cybince – graniczna jednostka organizacyjna polskiej straży granicznej realizująca zadania bezpośrednio w ochronie granicy państwowej.

## Formowanie i zmiany organizacyjne
Strażnica została sformowana w 1945 w strukturze 8 komendy odcinka Cybinka jako 36 strażnica WOP (Rampitz). Kierownictwo strażnicy stanowili: komendant strażnicy, zastępca komendanta do spraw polityczno-wychowawczych i zastępca do spraw zwiadu. Strażnica składała się z dwóch drużyn strzeleckich, drużyny fizylierów, drużyny łączności i gospodarczej. Etat przewidywał także instruktora do tresury psów służbowych oraz instruktora sanitarnego. 
Od 15 marca 1954 wprowadzono nową numerację strażnic, a strażnica WOP Rąpice I kategorii otrzymała nr 40. 
W 1956 rozpoczęto numerowanie strażnic na poziomie brygady. Strażnica Rąpice I kategorii była 13. w 9 Brygadzie Wojsk Ochrony Pogranicza.
W 1964 strażnica WOP nr 8 Rąpice uzyskała status strażnicy lądowej i zaliczona została do II kategorii. Kilka miesięcy później przeformowano strażnicę lądową WOP Rąpice II kategorii na strażnicę rzeczną kategorii I. W 1984 była strażnicą II kategorii - lądową.
W 1976 Wojska Ochrony Pogranicza przeszły na dwuszczeblowy system zarządzania. Strażnicę podporządkowano bezpośrednio pod sztab brygady.
Po rozwiązaniu w 1991 Wojsk Ochrony Pogranicza, strażnica w Rąpicach weszła w podporządkowanie Lubuskiego Oddziału Straży Granicznej.
W latach 90. XX w. strażnicę Straży Granicznej w Rąpicach przeniesiono do Cybinki.

## Ochrona granicy
W 1960 9 strażnica WOP Rąpice II kategorii ochraniała odcinek granicy państwowej o długości 12000 m od znaku granicznego 447 do zn. gr. 432.
W 2003 strażnica w Cybince ochraniała odcinek granicy długości 26 184 m od znaku granicznego nr 432 do 466.

## Dowódcy strażnicy
- por Stanisław Banaszek (?–1948)
- por. Michał Bulik (1948–?)
- chor./ppor. Mieczysław Olczak (?–1952)
- por. Jan Kubik (1953–1956)
- por. Józef Kyrcz (1956–1956)
- kpt. Józef Salamoniak (1956–1958)
- ppor. Kazimierz Olesiak (1958–1962)
- kpt. Franciszek Mazurek (1962–co najmniej do 1964)
- por. Józef Danyło (12.11.71–?)
- por Adam Siara (? –14.02.1975)
- por. Jan Siwik (13.02.1975–12.01.81)
- por. Ryszard Ostrowski (1981–1984)

Wykaz poniżej podano za Józef Ostrowski: Lubuska Brygada Wojsk Ochrony Pogranicza 1945-1989. Ludzie - wydarzenia. s. 4.
- por. Banasiuk
- por. Michał Bulik